# 永瀬尚希
永瀬 尚希（ながせ なおき、1970年3月1日 - ）は、大阪府出身の俳優。主に特撮番組のスーツアクターとして活躍している。元ジャパンアクションエンタープライズ所属。

## 概要
2000年から2010年までに、平成仮面ライダーシリーズでライダーや怪人役を担当していた。
特撮だけでなくCMや映画などのスタントマンも多くこなしている。特撮では仮面ライダーシリーズの敵役やゲストライダーが多い。
2010年2月には、JAE所属俳優による音楽ユニット「J-MEN」に参加。1stシングル「限界Revolution」で歌手デビューを果たしている。

## 人物
趣味は熱帯魚、特技はデザイン画・書道。

## 出演
※『JAE NAKED HERO』「LIST OF WORKS 永瀬尚希」より

### テレビドラマ
- 死刑台のロープウェイ（1990年、フジテレビ）
- はやぶさ新八御用帳（1993年、NHK）
- 炎立つ（1993年、NHK）
- 代紋TAKE2（1993年、日本テレビ）
- 金曜エンタテイメント「顔に降りかかる雨」（1994年、フジテレビ）
- 代紋TAKE2 〜獄中の娘たち〜（1994年、日本テレビ）
- 義務と演技（1996年、TBS）
- ビーチボーイズ（1997年、フジテレビ）
- けろりの道頓（1998年、関西テレビ） - 浪人 役
- はぐれ刑事純情派（1998年、テレビ朝日） - 小西ユウジ 役
- 週末婚（1999年、TBS）
- スーパーテレビ特別版 あさま山荘事件再現VTR（1999年、日本テレビ） - 犯人 役
- to Heart 〜恋して死にたい〜 第2話（1999年、TBS）
- サラリーマン金太郎（1999年、TBS） - 組員 役
- ニュースキャスター霞涼子（1999年、テレビ朝日） - 刑事 役
- 女と愛とミステリー「最後に愛を見たのは」（2000年、テレビ東京） - 小谷かずき吹き替え
- 17年目のパパへ（2000年、TBS） - 豊川悦司吹き替え
- 二千年の恋 第11話（2000年、フジテレビ）
- はなまるマーケット殺人事件（2000年、TBS） - 薬丸裕英吹き替え
- マッハブイロク「big」大作戦（2000年、フジテレビ） - 政治家用心棒 役
- 月曜ミステリー劇場「昭和ロマネスク 愛、輪廻のワルツ」（2001年、TBS） - 吹き替え
- 狂った果実2002（2002年、TBS） - 花嫁吹き替え
- ヨイショの男 最終話（2002年、TBS） - 稲垣吾郎吹き替え
- 武蔵 MUSASHI（2003年、NHK） - 城の侍、牢人 役
- 土曜ワイド劇場
  - 警視庁捜査一課強行犯七係（2005年、テレビ朝日） - 麻薬中毒の夫 役
  - 交渉人（2005年、テレビ朝日） - SAT 役

### バラエティ
- 8時だJ（1999年、テレビ朝日）
- めちゃ×2イケてるッ!（1999年・2001年、フジテレビ）
- SMAP×SMAP（2000年・2003年、関西テレビ・フジテレビ） - ショッカー 役
- ザ!世界仰天ニュース「仮面ライダー自主男」（2001年、日本テレビ） - ショッカー 役
- 笑う犬の発見「黄金ナット」（2001年、フジテレビ）
- モヤモヤさまぁ〜ず2「第511回新井薬師周辺」（2018年12月23日、テレビ東京）

### 特撮テレビドラマ
- 特捜エクシードラフト（1992年 - 1993年、テレビ朝日） - 第27話ゲスト（※植田泰弘名義）
- トミカヒーロー レスキューフォース（2008年 - 2009年、テレビ東京） - 研究員 役
- 仮面ライダーシリーズ（テレビ朝日）
  - 仮面ライダークウガ（2000年 - 2001年）
  - 仮面ライダー龍騎（2002年 - 2003年） - 仮面ライダータイガ[4]、仮面ライダー龍騎（代役）[5]、仮面ライダーナイト（トリックベント）[6]、ミラーモンスター[5]（オメガゼール[6]、ジェノサイダー[6]、シールドボーダー[7]、バズスティンガー・ビー[8]、レイドラグーン[9]）
  - 仮面ライダー555（2003年 - 2004年） - クレインオルフェノク[5]、スパイダーオルフェノク[5]、仮面ライダーファイズ（代役）[10]、エキセタムオルフェノク[11]、フライングフィッシュオルフェノク[12]、トードスツールオルフェノク[13]、ドルフィンオルフェノク[13]、ワームオルフェノク[13]、センチピードオルフェノク[14]、木場勇治（泉政行）吹き替え、 澤田亜希（綾野剛）吹き替え[15]
  - 仮面ライダー剣（2004年 - 2005年） - タイガーアンデッド[16]
  - 仮面ライダー響鬼（2005年 - 2006年） - 仮面ライダー鋭鬼（声[17]・スーツアクター[18]）、仮面ライダー朱鬼[19]、小菅のハイカー 役
  - 仮面ライダーカブト（2006年 - 2007年） - 仮面ライダーパンチホッパー[20]、ランピリスワーム[21]
  - 仮面ライダー電王（2007年 - 2008年） - ジーク[5] / 仮面ライダー電王 ウイングフォーム[5]
  - 仮面ライダーキバ（2008年 - 2009年） - 矢追正孝 役
  - 仮面ライダーディケイド（2009年） - 仮面ライダーキックホッパー[22]、仮面ライダーグレイブ[23]
  - 仮面ライダーW（2009年 - 2010年） - 西山英輔 役
- スーパー戦隊シリーズ（テレビ朝日）
  - 忍風戦隊ハリケンジャー（2002年 - 2003年） - 尾藤吼太（山本康平）吹き替え
  - 特捜戦隊デカレンジャー（2004年 - 2005年） - デカグリーン（代役）[24]

### 映画
- メッセンジャー（1999年、東宝）
- ナトゥ 踊る!ニンジャ伝説（2001年、日本ヘラルド）
- 宣戦布告（2002年、東映）
- あずみ（2003年、東宝） - 侍 役
- 陰陽師II（2003年、東宝） - 野村萬斎吹き替え
- 座頭市（2003年、松竹） - 舟八一家 役
- 阿修羅城の瞳（2004年、松竹） - 鬼 役
- 仮面ライダーシリーズ
  - 劇場版 仮面ライダーアギト PROJECT G4（2001年） - アントロード / フォルミカ・ペデス
  - 劇場版 仮面ライダー龍騎 EPISODE FINAL（2002年） - 仮面ライダー龍騎[25]、シアゴースト
  - 劇場版 仮面ライダー555 パラダイス・ロスト（2003年） - 仮面ライダーサイガ[5]、クレインオルフェノク[5]
  - 劇場版 仮面ライダー剣 MISSING ACE（2004年） - 仮面ライダーグレイブ[4]、アルビノジョーカー[4]
  - 劇場版 仮面ライダー響鬼と7人の戦鬼（2005年） - 仮面ライダー西鬼[26]
  - 劇場版 仮面ライダーカブト GOD SPEED LOVE（2006年） - 仮面ライダーケタロス[4]
  - 劇場版 仮面ライダー電王 俺、誕生!（2007年） - ジーク / 仮面ライダー電王 ウイングフォーム[4]
  - 劇場版 さらば仮面ライダー電王 ファイナル・カウントダウン（2008年） - 保線員 役、ジーク / 仮面ライダー電王 ウイングフォーム、仮面ライダー電王 ライナーフォーム（乗馬以降）[27]
  - 劇場版 超・仮面ライダー電王&ディケイド NEOジェネレーションズ 鬼ヶ島の戦艦（2009年） - 村人 役、ジーク / 仮面ライダー電王 ウイングフォーム
  - 劇場版 仮面ライダーディケイド オールライダー対大ショッカー（2009年）
  - 仮面ライダー×仮面ライダー×仮面ライダー THE MOVIE 超・電王トリロジー（2010年） - ジーク、仮面ライダーグレイブ

### オリジナルビデオ
- 仮面ライダー龍騎 ハイパーバトルビデオ 龍騎vs仮面ライダーアギト（2002年） - 仮面ライダー龍騎（アギト共闘時）[28]
- 仮面ライダー剣 超バトルDVD 「仮面ライダー剣（ブレイド）VSブレイド」（2004年） - 仮面ライダーブレイド（分身）
- 仮面ライダー電王 超バトルDVD 〜うたって、おどって、大とっくん!!〜（2007年） - ジーク

### Web配信ドラマ
- 仮面ライダージオウ スピンオフ PART2『RIDER TIME 仮面ライダー龍騎』（2019年） - 仮面ライダータイガ[29]

### 舞台
- 劇団すぎのこ（1988年）
- 幕末純情伝（1989年、パルコ劇場）
- オズの魔法使い（1990年・1991年・1993年・1994年、新宿コマ劇場）
- 三田佳子公演 開花恋草紙七変化（1992年、新橋演舞場） - 雷信お玉 役
- 北大路欣也公演 銭形平次（1995年、明治座）
- 橋姫（1995年、府中芸術の森）
- シンデレラ（1996年・1997年、新宿コマ劇場）
- 帝国こころの妻（1996年、近鉄劇場）
- 天守物語（1996年、中日劇場）
- 板東玉三郎公演 女人哀詞（1996年、大阪ドラマシティ）
- 松平健公演 ジンギスカン（1996年、泉の森ホール）
- 男・花の三人衆（1997年、全国縦断公演）
- 女形気三郎（1997年、地方公演） - 捨蔵 役
- 加藤剛公演 大岡越前（1997年、明治座）
- KYO TO KYO（1997年、シアターアーツ1200）
- 北大路欣也公演 痛快!河内山宗俊（1997年、明治座）
- 銭形平次（1998年、明治座） - 萩平 役
- 坂本冬美公演（1998年、明治座）
- 藤あや子公演 小柴 花のいのち（1998年、明治座） - 大平 役
- ホリヒロシ人形舞 源氏物語（1998年、東京グローブ座） - 葵之上 役
- 劇団T.B.Oncemore公演 倭王伝〜車座の物夫達〜（1999年、シアターサンモール） - ウツキ 役、殺陣
- 高橋英樹公演 天翔ける虹（1999年、明治座）
- 名取裕子公演（1999年、新橋演舞場）
- 五木ひろし公演 石松初恋旅（2000年、明治座）
- 伍代夏子公演 みずぐるま、夏子・歌歴（2000年、新宿コマ劇場）
- 村上弘明公演 腕におぼえあり（2000年、明治座）
- 西郷輝彦公演 江戸を斬る（2000年、明治座）
- プリンとダニエルの天使を救え!!（2001年、サンリオピューロランド） - 魔王ゲッツ 役
- 佐々木小次郎（2002年、明治座） - 郷士 役

### CM
- JRA「走れ!JRA〜まぐれ編」（1999年）
- DDIセルラー（1999年） - バーテンダー 役
- ソニー・コンピュータエンタテインメント「PS2ソフト 男鉄拳編」（2000年）
- 大和証券（2000年）
- サッポロビール「バレーボール編」（2001年） - 豊川悦司吹き替え
- TBCグループ「ファットゲダム編」（2001年）
- サッポロビール「バーベキュー編」（2001年）
- 第一勧業銀行「ロト6」（2001年） - 吹き替え
- ライフカード（2001年） - 悪の男 役
- ローソン「胴上げ編」（2001年）
- P&G「プリングルズ 窓拭篇」（2001年） - 吹き替え
- ソニー・コンピュータエンタテインメント PSPソフト「ロコロコ」（2006年） - ゲームしている男 役

### ゲーム
- アクション大魔王2（1999年、JAC）
- Jリーグオールスターオープニング（1999年）
- クロックタワー3（2001年、カプコン）

### CD
- J-MEN「限界revolution / Believe 〜君は君のままで〜」（2010年）

### ミュージック・ビデオ
- SOUL SCREAM featuring RINO（2001年） - 忍者 役
- SUPER BUTTER DOG「FUNKY ウーロン茶」（2001年）

### ラジオ
- ZERO STAR PROJECT presents「永瀬尚希のHERO'S HERO」（2022年 - 、発するFM）

### イベント
- フォーミュラ・ニッポン オープニングイベント（1999年） - フルキャスト
- 仮面ライダー世紀の大決戦 スタントアクションショー（1999年、日本ランド）
- バイキングアドベンチャー（2001年、ポルトヨーロッパ） - 刑事 役
- JAEスペシャルイベント「俺たち参上!!」（2009年、シアターGロッソ） - メインキャスト